# San Vicente Zoyatlán
San Vicente Zoyatlán är en ort i Mexiko.   Den ligger i kommunen Alcozauca de Guerrero och delstaten Guerrero, i den sydöstra delen av landet, 250 km söder om huvudstaden Mexico City. San Vicente Zoyatlán ligger 2 059 meter över havet och antalet invånare är 1 911.
Terrängen runt San Vicente Zoyatlán är kuperad åt nordost, men åt sydväst är den bergig. Runt San Vicente Zoyatlán är det ganska glesbefolkat, med 43 invånare per kvadratkilometer. San Vicente Zoyatlán är det största samhället i trakten. I omgivningarna runt San Vicente Zoyatlán växer i huvudsak blandskog.